# El halcón maltés (película de 1941)
El halcón maltés (título original en inglés: The Maltese Falcon) es una película estadounidense de cine negro estrenada en 1941 dirigida por John Huston, quien también escribió el guion basado en la novela homónima de Dashiell Hammett. Está protagonizada por Humphrey Bogart, Mary Astor, Peter Lorre y Gladys George. Es la tercera versión de la novela de Hammett, que ya se había llevado al cine en 1931 y en 1936, y la primera película de John Huston como director. Se considera que esta obra marca el comienzo del cine negro. 
Forma parte del AFI's 10 Top 10 en la categoría de «Películas de misterio». La película fue candidata a los premios Óscar de 1942 en tres categorías: mejor película, mejor actor de reparto y mejor guion adatado.
En 1989, la película fue considerada «cultural, histórica y estéticamente significativa» por la Biblioteca del Congreso de Estados Unidos y seleccionada para su preservación en el National Film Registry.

## Argumento

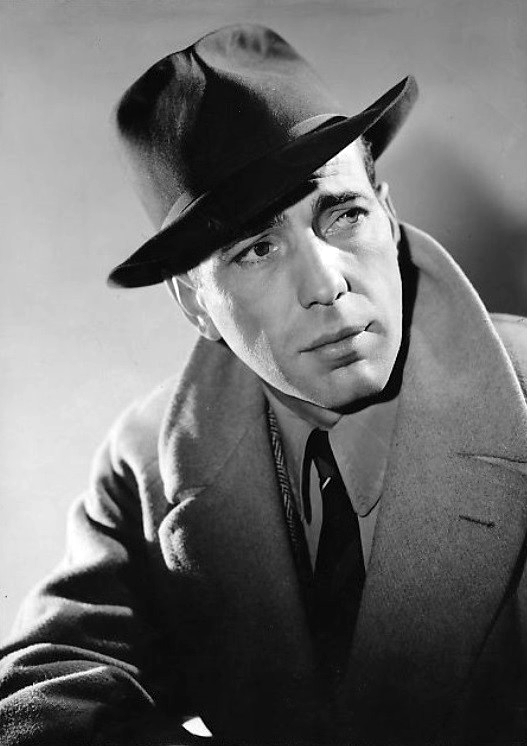
Humphrey Bogart interpretando a Sam Spade.

El detective privado Sam Spade (Humphrey Bogart) está sentado en su oficina, mirando la ciudad de San Francisco por la ventana, cuando irrumpe una misteriosa dama, la señorita Ruth Wonderly. La elegante mujer quiere investigar el paradero de su hermana, quien ha huido de casa con un vividor de origen británico. El socio de Sam, Miles Archer (Jerome Cowan), se ofrece para buscar al hombre y sigue discretamente a la mujer, pero es asesinado. Sam confronta a la clienta, y la señorita Ruth Wonderly confiesa que realmente ella es Brigid O’Shaugnessy (Mary Astor) y que el asunto de la desaparición de su hermana es mentira: el hombre que buscaba era su socio y puede tener en su poder una valiosa estatua de un halcón, incrustada con piedras preciosas de un valor inmenso, que se supone que era el tributo que los Caballeros de Malta pagaron por la isla al rey Carlos I de España. Ella no es la única tras el Halcón Maltés, ya que un grupo de delincuentes internacionales está también tratando de conseguir la estatua, dispuestos a engañar, robar y matar para apropiarse del tesoro. Un hombre llamado Kasper Gutman (Sydney Greenstreet), el engañoso Joel Cairo (Peter Lorre), Wilmer (Elisha Cook Jr.) y la seductora señora O’Shaughnessy quieren aprovecharse del genio y el ingenio de Sam Spade para sus propios intereses, pero al detective le preocupa más salir ileso de las peligrosas situaciones y sacar el mayor provecho para sí mismo.

## Reparto
- Humphrey Bogart - Sam Spade
- Mary Astor - Ruth Wonderly/Brigid O'Shaughnessy
- Gladys George - Iva Archer
- Peter Lorre - Joel Cairo
- Barton MacLane - Teniente Dundy
- Lee Patrick - Effie Perine
- Sydney Greenstreet - Kasper Gutman
- Ward Bond - Detective Tom Polhaus
- Jerome Cowan - Miles Archer
- Elisha Cook Jr. - Wilmer Cook
- James Burke - Luke, detective del hotel
- Murray Alper - Frank Richman, taxista
- John Hamilton - fiscal del distrito Bryan
- Walter Huston - Capitán Jacoby (sin acreditar)

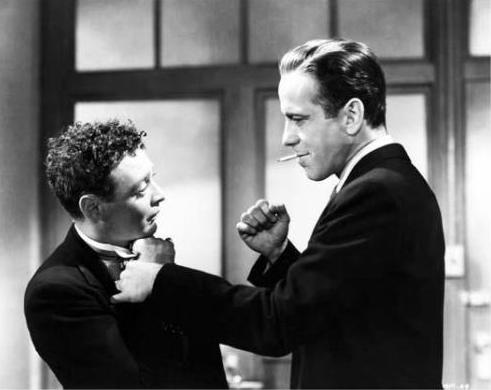
Peter Lorre y Humphrey Bogart en una escena de la película.

### Doblaje de 1970 en España
La película no se estrenó en cines en España. El doblaje fue realizado por Sincronía-Sevilla Films (Madrid) para su pase en televisión (TVE) el 19 de mayo de 1970, dentro de un ciclo dedicado a Humphrey Bogart.
- Humphrey Bogart - Sam Spade - Francisco Arenzana
- Mary Astor - Ruth Wonderly/Brigid O'Shaughnessy - Mari Pe Castro
- Jerome Cowan - Miles Archer - Joaquín Escola
- Gladys George - Iva Archer - María del Puy
- Peter Lorre - Joel Cairo - Luis Carrillo
- Barton MacLane - Teniente Dundy - Vicente Bañó
- Lee Patrick - Effie Perine - Celia Honrubia
- Sydney Greenstreet - Kasper Gutman - Estanis González

## Producción

### Antecedentes
El autor Dashiell Hammet había trabajado como detective privado para la agencia Pinkerton en San Francisco y utilizó su nombre de pila, «Samuel», para el protagonista de la novela. Sobre el personaje principal escribió en 1934:

| Spade no está copiado de nadie. Es un hombre soñado en el sentido de que es lo que a la mayoría de los detectives privados con los que he trabajado les hubiera gustado ser y, en sus mejores momentos, se lo creían. | Spade has no original. He is a dream man in the sense that he is what most of the private detectives I worked with would like to have been and in their cockier moments thought they approached. |
Dashiell Hammett.
Nueva York, 24 de enero de 1934

Otros personajes de El halcón maltés sí se basan en personas que conoció o con las que trabajó durante ese periodo. El siniestro personaje «El Gordo» Kasper Gutman se basa en A. Maundy Gregory, un obeso detective británico, convertido en empresario, que estuvo implicado en bastantes y sofisticadas aventuras, incluso la búsqueda de un tesoro perdido mucho tiempo antes, como el halcón. Por otra parte, el personaje de Joel Cairo se inspira en un delincuente que Hammet había arrestado por falsificación en Pasco, Washington, en 1920.
La novela se publicó por entregas en cinco partes en la revista Black Mask durante 1929 y 1930; la editorial Alfred A. Knopf la publicó en forma de libro en 1930. Rápidamente Warner Bros. compró los derechos para adaptarla a la gran pantalla. El año siguiente produjo la primera adaptación, con Ricardo Cortez y Bebe Daniels. La película sigue fielmente la novela, incluso las alusiones a la homosexualidad y una escena de Spade registrando minuciosamente a Wonderly en busca de un billete de 1 000 dólares perdido. Estos dos temas hacían improyectable la película unos años después; con el código Hays implantado, la Motion Picture Association se negó a conceder al estudio el certificado cuando intentaron reestrenarla en 1935. El estudio retocó la historia para adaptarla a las exigencias del código y produjo Satan Met a Lady, con Bette Davis y Warren William. Esta película cambió muchos elementos de la novela y quedó como una comedia. Esta versión fue denostada tanto por la crítica como por el público, e incluso por Davis, que se refirió a la película como «pura basura».

### Preproducción
Mientras preparaba el rodaje de El halcón maltés, su primera película, el director John Huston repasó cuidadosamente cada momento de la película, hasta el último detalle, anotando el guion con instrucciones para él mismo, con bocetos para cada escena, para poder rodar con soltura y como un profesional. Huston se mostró inflexible con la planificación, para asegurarse de que la producción se mantenía dentro de las fechas y del presupuesto. Se rodó de forma rápida y completa por menos de 400 000  dólares.
La eficiencia y dedicación de Huston al preparar y revisar el guion fue tal que, prácticamente, no hubo que eliminar ninguna línea de diálogo en la edición final. Excepto algunas escenas nocturnas exteriores, Huston rodó toda la película en orden cronológico, lo que fue de gran ayuda para los actores. Se mantuvo la mayoría de los diálogos de la novela.
Huston eliminó cualquier referencia al sexo que el código Hays hubiera considerado inaceptable. También se le advirtió que no mostrara excesivas bebidas alcohólicas. El director peleó por el tema del alcohol, argumentando que Spade era un hombre que se trasegaba media botella de licor al día y que mostrarle totalmente abstemio hubiera dañado seriamente al personaje.

### Elenco

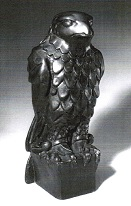
Estatuilla del halcón creada para la película.

En un principio se ofreció el papel de Sam Spade a George Raft, que lo rechazó porque no quería trabajar con un director novato y, gracias a su contrato, no tenía obligación de trabajar en adaptaciones. Huston estuvo muy agradecido a Humphrey Bogart por aceptar rápidamente el papel; además, la película sirvió para consolidar su larga amistad y fue la base para su colaboración en otras películas. La convincente interpretación de Bogart se convirtió en el arquetipo del detective privado del cine negro, le proporcionó elogios y fijó su personalidad en la gran pantalla. Ingrid Bergman vio El halcón maltés una y otra vez cuando preparaba Casablanca (1942) para aprender a interactuar y actuar con Bogart.
Se consideró a diversas actrices para el papel de «Brigid O'Shaughnessy»: Olivia de Havilland, Loretta Young, Rita Hayworth, Paulette Goddard, Brenda Marshall, Janet Gaynor, Joan Bennett, Betty Field e Ingrid Bergman. Según los archivos de Warner Bros., después de ofrecer el papel a Geraldine Fitzgerald, que lo rechazó, buscaron a Mary Astor. Pensaron en Eve Arden para el papel de Effie. Primero pensaron en Lee Patrick para el papel de Iva, pero acabó siendo Effie. Como tenían dificultades para encontrar un actor apropiado para el papel de Kasper Gutman, Huston hizo una prueba de pantalla al actor de teatro Sydney Greenstreet por sugerencia del productor Hal B. Wallis. Greenstreet, que entonces tenía 61 años y pesaba entre 130 y 1960 kg, no había hecho nunca cine. Sin embargo, logró impresionar a Huston con su gran tamaño, su peculiar risa, sus ojos saltones y su forma de hablar.
Peter Lorre es el único en quien pensó Huston para interpretar a Joel Cairo. Walter Huston, padre de John Huston y actor ya consagrado, interviene en un pequeño papel —sin acreditar— como el capitán Jacoby, que lleva el halcón al despacho de Sam Spade, en un gesto de «dar buena suerte» a la primera película dirigida por su hijo.

### Rodaje y fotografía
La mayor parte de la película se rodó en el solar de Warner Bros. del 9 de junio al 18 de julio de 1941, con la repetición de algunas tomas el 8 de agosto. Después del preestreno el 5 de septiembre, el director del estudio, Jack Warner, mandó que se volviera a rodar la escena inicial para simplificarla. Este rodaje tuvo lugar el 10 de septiembre con Ernest Haller como director de fotografía porque quien había rodado la película, Arthur Edeson, no estaba disponible.
El director de fotografía, Arthur Edeson, con las películas de monstruos de Universal Pictures a sus espaldas, utilizó una iluminación discreta y ángulos sorprendentes para destacar la naturaleza del personaje y sus movimientos, como en la escena donde Gutman explica la historia del halcón a Spade, hilando las palabras y gestos mientras hacen efecto las gotas vertidas en la bebida de Spade. El crítico Roger Ebert describe esta escena como «una asombrosa toma ininterrumpida de siete minutos». Además, Meta Wilde, supervisor de continuidad del guion, comentó de esta escena:

Fue una organización de la cámara increíble. Ensayamos durante dos días. La cámara seguía a Greenstreet y Bogart de una habitación a la otra, luego por un largo pasillo y, finalmente, a un cuarto de estar; allí la cámara se movía hacia arriba y hacia abajo, luego una panorámica de izquierda a derecha y de vuelta a la cara de Bogart borracho. La siguiente toma panorámica fue del inmenso estómago de Greenstreet, desde el punto de vista de Bogart... Un error y tuvimos que empezar todo otra vez desde el principio.

## Crítica
Después del preestreno en septiembre de 1941, la revista Variety calificó la película como «uno de los mejores ejemplos de relato melodramático, lleno de acción y suspense dentro del cine. Con el misterio intrigante y entretenido de un asesinato, la película muestra excepcional excelencia en cuanto a guion, dirección, actuación y montaje —con diversidad de elementos para atraer a audiencia amplia. Debido a sus jugosas ganancias en todas las sesiones, se compone de ingredientes que presagian numerosas prórrogas— y el potente boca a boca hará que las taquillas no paren».
Después del estreno, el crítico Bosley Crowther la describió como «la mejor película de suspense / misterio del año», añadiendo que «el joven Huston promete ser uno de los directores más inteligentes de la industria cinematográfica»; según Crowther, «el truco del Sr. Huston es un cóctel de la aspereza americana con la suavidad de la escuela criminal británica —una mezcla de mente y músculo— con un ligero toque patético». La popular revista The Film Daily compartía esta opinión de Crowther y también dedicaba una atención especial a Huston en su primera película como director. En el resumen de 1941 sobre las producciones «más bellas» (beautyfull made), la publicación afirmaba: «La dirección de John Huston sobre su propio guion es tan brillante como una de las joyas incrustadas en el halcón, cuya posesión es el quid de la historia».

## Premios y nominaciones
Premios Óscar
La película fue candidata a los premios Óscar de 1942 en tres categorías.
| Categoría              | Candidato                             | Resultado |
| ---------------------- | ------------------------------------- | --------- |
| Mejor película         | El halcón maltés (The Maltese Falcon) | Nominada  |
| Mejor actor de reparto | Sydney Greenstreet                    | Nominado  |
| Mejor guion adaptado   | John Huston                           | Nominado  |